# タマティ・イオアネ
タマティ・イオアネ（Tamati Ioane、1997年4月26日 - ）は、オーストラリア出身のラグビーユニオンの選手。ジャパンラグビーリーグワンの浦安D-Rocksに所属している。

## 来歴
2022年、スーパーラグビー・パシフィックのレッズ戦で、レベルズとしてデビューを果たした。
2023年、東京サントリーサンゴリアスに加入。同年12月10日に行われたJAPAN RUGBY LEAGUE ONE第1節スピアーズ船橋・東京ベイ戦にて途中出場でリーグワン公式戦初出場を果たした。
2025年6月、東京サントリーサンゴリアスを退団した。
2025年7月、浦安D-Rocksに加入。